# Барановка (Донецкая область)
Бара́новка (укр. Баранівка) — село на Украине, находится в Покровском районе Донецкой области.
Код КОАТУУ — 1422783602. Население по переписи 2001 года составляет 58 человек. Почтовый индекс — 85352. Телефонный код — 623. 18 Января 2025 посёлок был оккупирован российскими войсками.